# 뿔까마귀

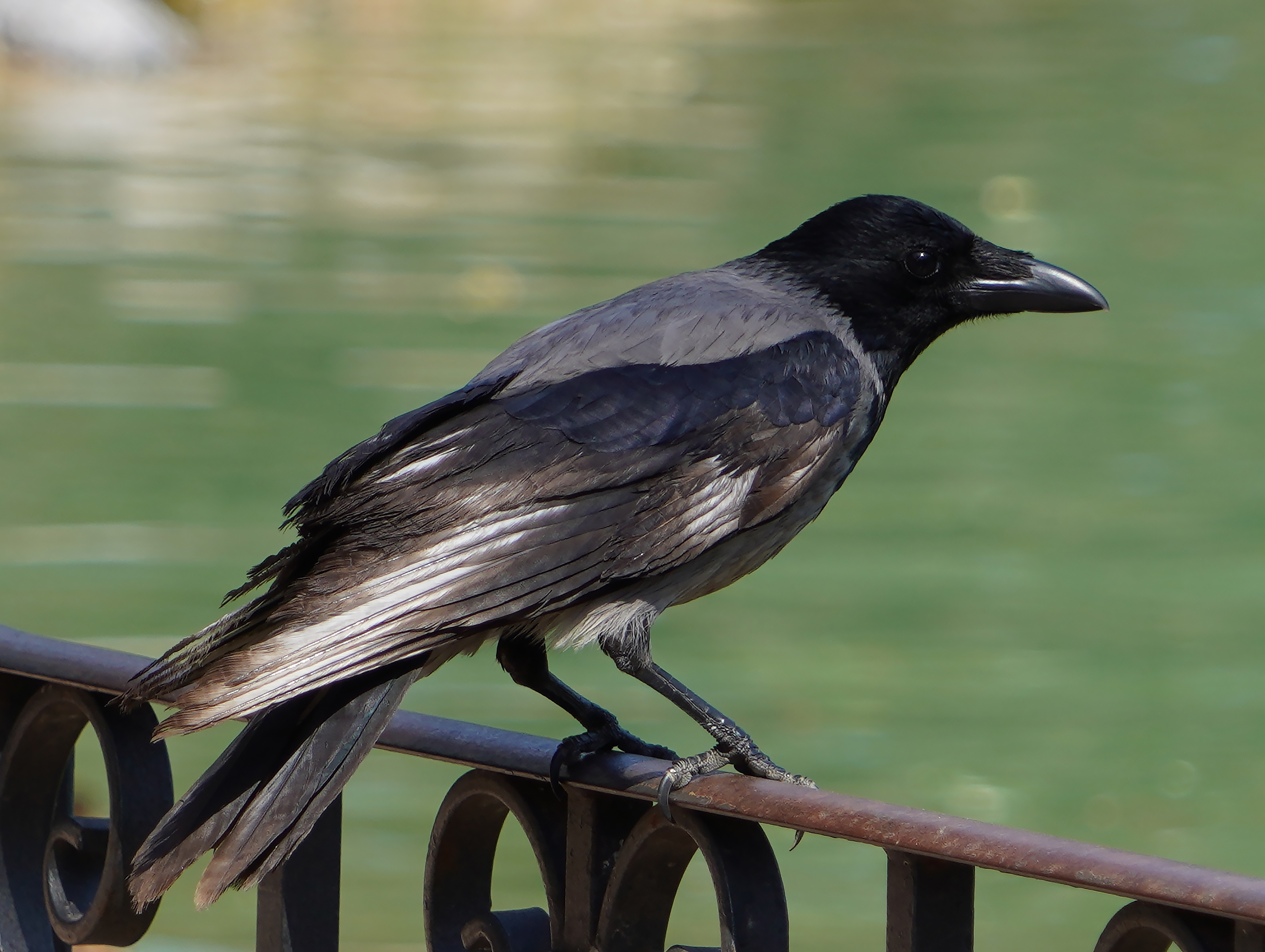
독일 발트해 보덴 지역.

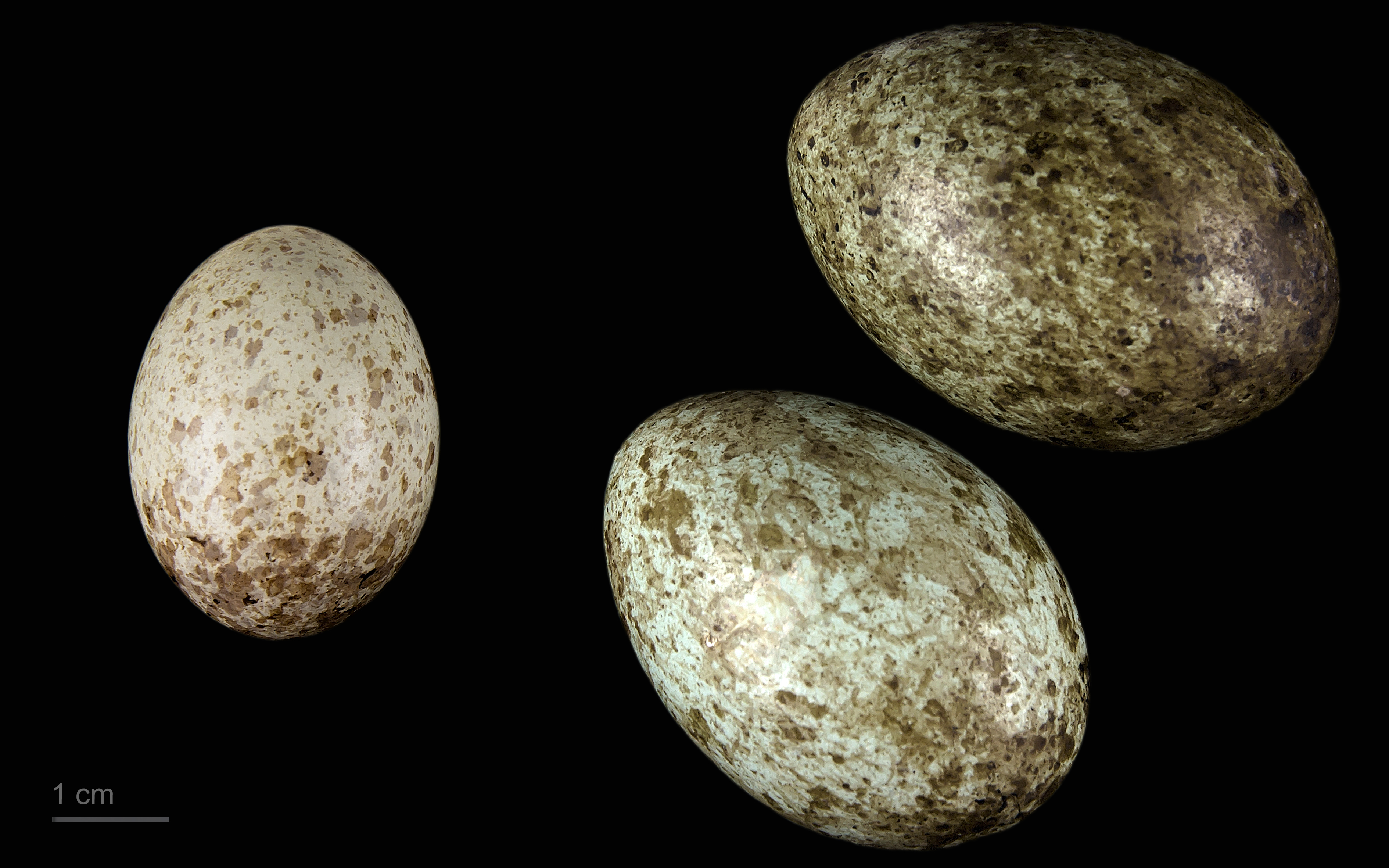
Clamator glandarius in a clutch of Corvus cornix

뿔까마귀(hooded crow, Corvus cornix, hoodie)는 까마귀속(Corvus)에 속하는 유라시아 새의 종이다. 이 새는 널리 분포되어 있으나 지역적으로 스코틀랜드 까마귀(Scotch crow), 덴마크 까마귀(Danish crow)라는 용어도 사용된다. 아일랜드섬에서는 회색까마귀(grey crow)라는 표현이 사용된다. 독일에서는 안개까마귀(Nebelkrahe)라고 한다. 북유럽, 동유럽, 동남유럽 외에도 중동의 일부 지역에 이르는 여러 지역에서 볼 수 있는 이 새는 머리, 목, 날개, 꼬리, 깃털이 검은색이고 부리와 눈, 발까지 검은색이며 몸통은 회색빛을 내는 새이다. 까마귀속에 속한 다른 새들처럼 잡식성이며 기회주의적 약탈자이다.
형태적으로나 습관이 송장까마귀와 매우 비슷한데, 수년 동안 수많은 기관에서 하나의 종에 속하는 지역적인 종들로 간주되어 왔을 정도였다. 혼성이라는 주장이 제기되기도 했다. 그러나 2002년 이후로 뿔까마귀는 더 추가적인 관찰이 이루어진 이후에 완전한 종의 상태로 격상되었다. 혼성 형태는 예측한 것보다 정도가 약했으며 이 둘의 잡종의 경우 활기가 약했다. 뿔까마귀 종 내에서 4개의 아종이 인지되었다.

## 분류
뿔까마귀는 린네가 18세기 자신의 작품 자연의 체계에서 처음 기술한 수많은 종들 가운데 하나이며 Corvus cornix의 원명을 따른다.
지역적으로는 스코틀랜드의 까마귀와 북아일랜드의 까마귀로 알려져 있다.

### 아종
뿔까마귀는 네 개의 아종이 인지된다. 과거에는 이들 모두가 Corvus corone의 아종으로 간주되었다.
- C. c. cornix
- C. c. pallescens (Madarasz, 1904)
- C. c. sharpii  (Oates, 1889)[6]
- C. c. capellanus (P.L. Sclater, 1877)[7]